# Natal Indian Congress
Il Natal Indian Congress è un'organizzazione che mira a contrastare la discriminazione contro gli indiani in Sudafrica. Esso è stato avviato da Mohandas Karamchand Gandhi, in seguito noto come il Mahatma. Una costituzione è entrata in vigore il 22 agosto 1894.
Durante i suoi anni formativi, il NIC ha introdotto molte petizioni per la modifica delle legislazioni discriminatorie proposte.
In seguito si alleò con l'African National Congress.